# Джефф Мастерз
Джефф Мастерз (англ. Geoff Masters; нар. 19 вересня 1950) — колишній австралійський тенісист.
Найвищу одиночну позицію світового рейтингу — 42 місце досяг 5 березня 1975 року.
Здобув 2 одиночні та 23 парні титули.
Перемагав на турнірах Великого шолома в парному та змішаному парному розрядах.
Завершив кар'єру 1981 року.

## Фінали за кар'єру

### Парний розряд (23–18)
| Результат | W/L | Дата | Турнір                                           | Покриття   | Партнер          | Суперники                           | Рахунок                 |
| --------- | --- | ---- | ------------------------------------------------ | ---------- | ---------------- | ----------------------------------- | ----------------------- |
| Поразка   | 1.  | 1972 | Відкритий чемпіонат Австралії з тенісу           | Трава      | Росс Кейс        | Овен Девідсон Кен Роузволл          | 6–3, 6–7, 3–6           |
| Поразка   | 2.  | 1972 | Кіцбюель Австрія                                 | Ґрунт      | Мал Андерсон     | Юрген Фассбендер Ганс-Юрген Поманн  | 6–7, 4–6, 4–6           |
| Перемога  | 1.  | 1972 | Сіетл, США                                       | Тверде     | Росс Кейс        | Жан-Батіст Шанфро Ванаро Н'Годрелла | 4–6, 7–6, 6–4           |
| Перемога  | 2.  | 1972 | Брисбен, Австралія                               | Тверде     | Росс Кейс        | Жорж Говен Ванаро Н'Годрелла        | 6–2, 6–7, 6–2, 7–6      |
| Поразка   | 3.  | 1973 | Рим Італія                                       | Ґрунт      | Росс Кейс        | Джон Ньюкомб Том Оккер              | 2–6, 3–6, 4–6           |
| Перемога  | 3.  | 1973 | Washington Open, США                             | Ґрунт      | Росс Кейс        | Дік Крілі Ендрю Паттісон            | 2–6, 6–1, 6–4           |
| Поразка   | 4.  | 1973 | Тегеран, Іран                                    | Ґрунт      | Росс Кейс        | Род Лейвер Джон Ньюкомб             | 6–7, 2–6                |
| Перемога  | 4.  | 1974 | Відкритий чемпіонат Австралії з тенісу, Мельбурн | Трава      | Росс Кейс        | Сід Болл Боб Гілтінен               | 6–7, 6–3, 6–4           |
| Поразка   | 5.  | 1974 | Гемпстед, США                                    | Тверде     | Росс Кейс        | Джефф Боров'як Дік Крілі            | 7–6, 4–6, 4–6           |
| Поразка   | 6.  | 1974 | Сент-Луїс, США                                   | Ґрунт      | Росс Кейс        | Ісмаїл Ель-Шафей Браян Феерлі       | 6–7, 7–6, 6–7           |
| Перемога  | 5.  | 1974 | Лос-Анджелес, США                                | Тверде     | Росс Кейс        | Браян Готтфрід Рауль Рамірес        | 6–3, 6–2                |
| Перемога  | 6.  | 1974 | Сідней, Австралія                                | Тверде (i) | Росс Кейс        | Джон Ньюкомб Тоні Роч               | 6–4, 6–4                |
| Перемога  | 7.  | 1975 | Сан-Паулу WCT, Бразилія                          | Килим      | Росс Кейс        | Браян Готтфрід Рауль Рамірес        | 6–7, 7–6, 7–6           |
| Перемога  | 8.  | 1975 | Каракас                                          | Тверде     | Росс Кейс        | Браян Готтфрід Рауль Рамірес        | 7–5, 4–6, 6–2           |
| Поразка   | 7.  | 1975 | Сент-Луїс, США                                   | Ґрунт      | Росс Кейс        | Колін Діблі Рей Раффелз             | 4–6, 4–6                |
| Перемога  | 9.  | 1975 | Melbourne Indoor, Австралія                      | Трава      | Росс Кейс        | Браян Готтфрід Рауль Рамірес        | 6–4, 6–0                |
| Поразка   | 8.  | 1975 | Sydney Indoor, Австралія                         | Тверде (i) | Росс Кейс        | Браян Готтфрід Рауль Рамірес        | 4–6, 2–6                |
| Поразка   | 9.  | 1975 | Перт, Австралія                                  | Тверде     | Росс Кейс        | Браян Готтфрід Рауль Рамірес        | 6–2, 4–6, 4–6, 0–6      |
| Перемога  | 10. | 1975 | Маніла, Філіппіни                                | Тверде     | Росс Кейс        | Сід Болл Кім Ворвік                 | 6–1, 6–2                |
| Поразка   | 10. | 1976 | Відкритий чемпіонат Австралії з тенісу           | Трава      | Росс Кейс        | Джон Ньюкомб Тоні Роч               | 6–7, 4–6                |
| Поразка   | 11. | 1976 | Monterrey WCT, Мексика                           | Килим      | Росс Кейс        | Браян Готтфрід Рауль Рамірес        | 2–6, 6–4, 3–6           |
| Поразка   | 12. | 1976 | Jackson WCT, США                                 | Килим      | Росс Кейс        | Браян Готтфрід Рауль Рамірес        | 5–7, 6–4, 0–6           |
| Перемога  | 11. | 1976 | Сан-Паулу WCT, Бразилія                          | Килим      | Росс Кейс        | Чарлі Пасарелл Аллан Стоун          | 7–5, 6–1                |
| Поразка   | 13. | 1976 | Мастерс Рим                                      | Ґрунт      | Джон Ньюкомб     | Браян Готтфрід Рауль Рамірес        | 6–7, 7–5, 3–6, 6–3, 3–6 |
| Поразка   | 14. | 1976 | Вімблдонський турнір                             | Трава      | Росс Кейс        | Овен Девідсон Кен Роузволл          | 6–3, 3–6, 6–8, 6–2, 5–7 |
| Перемога  | 12. | 1976 | Маніла, Філіппіни                                | Тверде     | Росс Кейс        | Ананд Амрітрадж Коррадо Барадзутті  | 6–0, 6–1                |
| Поразка   | 15. | 1977 | Сан-Хосе                                         | Килим      | Том Гормен       | Боб Г'юїтт Фрю Макміллан            | 2–6, 3–6                |
| Перемога  | 13. | 1977 | Денвер, США                                      | Килим      | Колін Діблі      | Сід Болл Кім Ворвік                 | 6–2, 6–3                |
| Перемога  | 14. | 1977 | Вімблдонський турнір                             | Трава      | Росс Кейс        | Джон Александер Філ Дент            | 6–3, 6–4, 3–6, 8–9, 6–4 |
| Поразка   | 16. | 1977 | Sydney Indoor, Австралія                         | Тверде (i) | Росс Кейс        | Джон Ньюкомб Тоні Роч               | 7–6, 3–6, 1–6           |
| Перемога  | 15. | 1977 | Відкритий чемпіонат Японії                       | Ґрунт      | Кім Ворвік       | Колін Діблі Кріс Кехел              | 6–2, 7–6                |
| Перемога  | 16. | 1978 | Сарасота, США                                    | Килим      | Колін Даудесвелл | Байрон Бертрам Бернард Міттон       | 2–6, 6–3, 6–2           |
| Перемога  | 17. | 1978 | Літл-Рок, США                                    | Килим      | Колін Діблі      | Тім Галліксон Том Галліксон         | 7–6, 6–3                |
| Перемога  | 18. | 1978 | Дейтон, США                                      | Килим      | Браян Готтфрід   | Генк Пфістер Балч Волтс             | 6–3, 6–4                |
| Поразка   | 17. | 1978 | Йоганнесбург                                     | Тверде     | Колін Діблі      | Боб Г'юїтт Фрю Макміллан            | 5–7, 6–7                |
| Перемога  | 19. | 1978 | Відкритий чемпіонат Японії                       | Ґрунт      | Росс Кейс        | Желько Франулович Бастер Моттрам    | 6–2, 4–6, 6–1           |
| Перемога  | 20. | 1978 | Токіо Indoor, Японія                             | Килим      | Росс Кейс        | Пет Дюпре Том Гормен                | 6–3, 6–4                |
| Поразка   | 18. | 1979 | Х'юстон, США                                     | Ґрунт      | Джон Александер  | Джін Меєр Шервуд Стюарт             | 1–6, 7–5, 4–6           |
| Перемога  | 21. | 1979 | Брисбен, Австралія                               | Трава      | Росс Кейс        | Джон Джеймс Кріс Кехел              | 7–6, 6–2                |
| Перемога  | 22. | 1980 | Дейтон, США                                      | Килим      | Войцех Фібак     | Фріц Бунінг Фред Макнеер            | 6–4, 6–4                |
| Перемога  | 23. | 1980 | Лондон/Queen's Club, Велика Британія             | Трава      | Род Фролі        | Пол Макнамі Шервуд Стюарт           | 6–2, 4–6, 11–9          |